# Bonstetten (Niemcy)
Bonstetten – miejscowość i gmina w Niemczech, w kraju związkowym Bawaria, w rejencji Szwabia, w regionie Augsburg, w powiecie Augsburg, wchodzi w skład wspólnoty administracyjnej Welden. Leży w Parku Natury Augsburg – Westliche Wälder, około 15 km na północny zachód od Augsburga, nad rzeką Laugna.

## Polityka
Wójtem gminy jest Anton Gleich (CSU/Niezrzeszeni), rada gminy składa się z 12 osób.
|      | CSU/Niezrzeszeni | FWG | Zieloni | Razem |
| 2008 | 6                | 4   | 2       | 12    |
| 2002 | 7                | 5   | -       | 12    |